# المجلة الدورية للدراسات الاجتماعية والسياسية والاقتصادية
مجلة الدراسات الاجتماعية والسياسية والاقتصادية هي مجلة ربع سنوية يصدرها مجلس الدراسات الاجتماعية والاقتصادية. أسسها عالم الأنثروبولوجيا روجر بيرسون عام 1976، ونشرها في الأصل مجلس الشؤون الأمريكية ، وهو الممثل الأمريكي في الرابطة العالمية لمكافحة الشيوعية . يتم نشرها الآن بواسطة مجلس الدراسات الاجتماعية والاقتصادية ، الذي كان بيرسون رئيسًا له اعتبارًا من عام 1982.   تم تحديدها كواحدة من مجلتين عالميتين تنشران بانتظام مقالات تتعلق بالعرق والذكاء بهدف دعم فكرة أن الأشخاص البيض متفوقون بطبيعتهم (المجلة الأخرى هي Mankind Quarterly ).  من بين المساهمين البارزين في المجلة جاك كيمب وجيسي هيلمز .  في عام 1982 ، كتب الرئيس الأمريكي رونالد ريغان رسالة إلى بيرسون شخصيًا يشكره فيها على العدد الأخير من المجلة ، والذي لم ينكره البيت الأبيض أبدًا. ومع ذلك ، طلب البيت الأبيض من بيرسون التوقف عن استخدام هذا الخطاب. 

## روابط خارجية
- الموقع الرسمي